# Толмачёвка (Северо-Казахстанская область)
Толмачёвка (каз. Толмачевка) — село в Кызылжарском районе Северо-Казахстанской области Казахстана. Входит в состав Асановского сельского округа. Код КАТО — 595035600.
В 2 км к югу от села находится озеро (болото) Глиняное.

## Население
В 1999 году население села составляло 203 человека (96 мужчин и 107 женщин). По данным переписи 2009 года, в селе проживало 153 человека (70 мужчин и 83 женщины).